# José Enrique Sánchez
José Enrique Sánchez Díaz (Valencia, 23. siječnja 1986.) bivši je španjolski nogometaš koji je igrao na poziciji lijevog braniča.  

## Nogometni put

### Početak karijere
Enrique je započeo svoju nogometnu karijeru u  Levanteu prije nego što se pridružio Valenciji. Valencia ga je odmah poslala u Celtu iz Viga na posudbu, a nakon posudbe potpisan je 2006. od strane Villarreala. Prije svog transfera u Englesku bio je visoko ocjenjivan u dresu Villarreala.
U dobi od 7 godina, Enrique je bio nadaren brzinom. Bio je član kluba za trčanje Benimaclet u Valenciji.

### Newcastle United
U kolovozu 2007. potvrđeno je da postaje Svraka, iznos transfera iznosio je 6,300.000 funta. Nakon što su Svrake ispale iz Premier lige 2009., Enrique ostaje igrati za Svrake u drugoj ligi. Newcastle je odmah u prvoj sezoni izborio promociju, a Jose je izabran u momčad sezone druge lige. Prvi pogodak postigao je u 2:0 pobjedi protiv Nottingham Foresta.

### Liverpool
U kolovozu 2011. prelazi u Liverpool za isnos od 6,000.000 funta.

### Real Zaragoza
U 2016. godini je se vratio u domovinu da igra za Real Zaragozu. U Zaragozi je Enrique potpisao na dvije godine.

## Vanjske poveznice
- Profil  Arhivirana inačica izvorne stranice od 4. prosinca 2010. (Wayback Machine) nufc.co.uk
- Profil  Arhivirana inačica izvorne stranice od 27. rujna 2008. (Wayback Machine) Soccerbase